# Gaudy
Gaudy – jezioro w Polsce, położone w województwie warmińsko-mazurskim, w powiecie iławskim, w gminie Susz, 20 km na północny zachód od Iławy, na obszarze Pojezierza Łasińskiego.

## Opis
Powierzchnia 152 ha, długość 2,5 km, szerokość 1 km, maksymalna głębokość 2 m.
Na obszarze jeziora znajduje się Rezerwat przyrody Jezioro Gaudy.